# Speiseverbindung

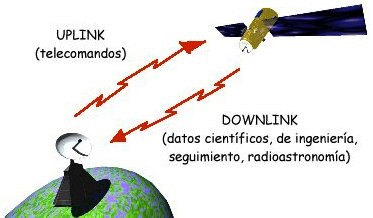
Speiseverbindung

Eine Speiseverbindung (englisch feeder link), auch Satelliten-Speiseverbindung, ist gemäß Definition der VO Funk der Internationalen Fernmeldeunion eine Funkverbindung von einer Erdfunkstelle zu einer Weltraumfunkstelle (Richtung Erde – Weltraum, Aufwärtsstrecke/uplink) oder umgekehrt (Richtung Weltraum – Erde, Abwärtsstrecke/downlink) zur Übermittlung von Nachrichten für einen anderen Weltraumfunkdienst als den festen Funkdienst über Satelliten.